# Bataille de Hira
 (mai 2024).
La mise en forme du texte ne suit pas les recommandations de Wikipédia : il faut le « wikifier ».
Les points d'amélioration suivants sont les cas les plus fréquents :
- Les titres sont pré-formatés par le logiciel. Ils ne sont ni en capitales, ni en gras.
- Le texte ne doit pas être écrit en capitales (les noms de famille non plus), ni en gras, ni en italique, ni en « petit »…
- Le gras n'est utilisé que pour surligner le titre de l'article dans l'introduction, une seule fois.
- L'italique est rarement utilisé : mots en langue étrangère, titres d'œuvres, noms de bateaux, etc.
- Les citations ne sont pas en italique mais en corps de texte normal. Elles sont entourées par des guillemets français : « et ».
- Les listes à puces sont à éviter, des paragraphes rédigés étant largement préférés. Les tableaux sont à réserver à la présentation de données structurées (résultats, etc.).
- Les appels de note de bas de page (petits chiffres en exposant, introduits par l'outil «  Source ») sont à placer entre la fin de phrase et le point final[comme ça].
- Les liens internes (vers d'autres articles de Wikipédia) sont à choisir avec parcimonie. Créez des liens vers des articles approfondissant le sujet. Les termes génériques sans rapport avec le sujet sont à éviter, ainsi que les répétitions de liens vers un même terme.
- Les liens externes sont à placer uniquement dans une section « Liens externes », à la fin de l'article. Ces liens sont à choisir avec parcimonie suivant les règles définies. Si un lien sert de source à l'article, son insertion dans le texte est à faire par les notes de bas de page.
- La présentation des références doit suivre les conventions bibliographiques. Il est recommandé d'utiliser les modèles {{Ouvrage}}, {{Chapitre}}, {{Article}}, {{Lien web}} et/ou {{Bibliographie}}. Le mode d'édition visuel peut mettre en forme automatiquement les références.
- Insérer une infobox (cadre d'informations à droite) n'est pas obligatoire pour parachever la mise en page.

Pour une aide détaillée, merci de consulter Aide:Wikification.
Si vous pensez que ces points ont été résolus, vous pouvez retirer ce bandeau et améliorer la mise en forme d'un autre article.

La Bataille de Hira (arabe : معركة الحيرة) a eu lieu entre l'Empire sassanide et le Califes bien guidés en 633. Ce fut l'une des premières batailles  de la conquête musulmane de la Perse et la perte de la ville frontière sur l'Euphrate ont ouvert la voie à la capitale sassanide à Ctésiphon sur le Tigre.
Partie de la conquête musulmane de la Perse

## Contexte
La ville d'Al-Hirah, largement connue pour sa taille et sa richesse, était la capitale des Lakhmides depuis des siècles. Elle fut annexée comme province frontière Sassanide en 602. Lors de l'expansion du Califat en 633, le Calife Abu Bakr envoya Khalid ibn al-Walid  pour capturer les terres au sud de l'Euphrate (les as-Sawad).
Après avoir pris la Ullais en mai, l'armée musulmane dirigée par Khalid ibn al-Walid a attaqué la ville de Hira au cours de la dernière semaine de ce mois. Les défenseurs se séquestrèrent brièvement dans les forteresses de la ville, mais après de brefs combats, la ville se rendit rapidement,. Les habitants ont payé un large tribut pour épargner la ville et accepta d'agir comme espions contre les Sassanides, tout comme les habitants d'Ullais l'avaient fait.